# 茨城県立境西高等学校
茨城県立境西高等学校（いばらきけんりつさかいにしこうとうがっこう）は、茨城県猿島郡境町に所在した公立の高等学校。

## 設置学科
- 普通科

## 所在地
- 〒306-0405 茨城県猿島郡境町塚崎2170

## 概要
校地は利根川のほとりに位置し、周囲は田畑に囲まれている。また、福祉体験、就業体験、ボランティア活動など様々な活動を行い、社会性の涵養を図っている。平成21年度に旧茨城県立境高等学校と統合し、新校・境高校となった。敷地と校舎は、「茨城県立結城養護学校（現・「茨城県立結城特別支援学校」）」を分離独立して平成24年度に開校した「茨城県立境特別支援学校」として活用された。

## 沿革
- 1978年4月1日 - 茨城県立境西高等学校開校。
- 1978年4月7日 - 第1回入学式挙行。
- 1978年10月24日 - 開校式挙行。
- 2009年3月31日 - 茨城県立境高等学校と統合。

## 出身者
- 吉岡たかを - アニメ・ゲーム作家、脚本家
- 樋口和之 - お笑い芸人（5番6番）
- 猿橋英之 - お笑い芸人（5番6番）
- 綾部祐二 - お笑い芸人（ピース）